# 布里德 (外喀爾巴阡州)
48°20′47″N 23°0′18″E / 48.34639°N 23.00500°E
布里德（烏克蘭語：Брід）是烏克蘭西部的村莊，隸屬外喀爾巴阡州的胡斯特區。該村始建於1373年，面積3.38平方公里，海拔高度169米，2001年人口2,384，人口密度每平方公里706.16人。